# Pausanias II van Sparta
Pausanias II (Oudgrieks: Παυσανίας) (overleden 394 v.Chr.) was een koning van Sparta en kleinzoon van Pausanias I. Hij regeerde een eerste keer tussen 445 en 426 v. Chr., na de verbanning van zijn vader. In 409 kwam hij terug aan de macht, en werd hij ook de facto koning, tot zijn dood in 395 v. Chr. Toen werd hij opgevolgd door zoon Agesipolis I.
Pausanias II was eerst koning van 445 tot 426 v.Chr., als minderjarige en louter theoretisch, omdat zijn vader tijdelijk was afgezet. Na de dood van zijn vader in 409 v.Chr. nam hij daadwerkelijk de macht in handen. Na de capitulatie van Athene voerde hij een gematigde politiek tegenover de verslagen vijand: hij duldde zelfs het herstel van de democratie in Athene. Wegens een militaire blunder werd hij in 395 ter dood veroordeeld, maar hij ging in ballingschap en overleed in 394 v.Chr. Hij werd opgevolgd door Agesipolis I.

## Eerste regeerperiode
Toen zijn vader, Pleistoanax, verbannen werd wegens collaboratie met de Atheners, kwam Pausanias voor de eerste keer aan de macht in Sparta. Hij was nog minderjarig toen en hij werd bijgestaan door zijn oom Cleomenes. Die werd de facto opperbevelhebber van de Spartaanse troepen en hij werd een soort regent. Pleistoanax stuurde Cleomenes naar Attica, om daar een einde te maken aan de machtsstrijd tussen Athene en Mytilene. Cleomenes verwoestte een groot deel van de streek, maar Athene slaagde er korte tijd nadien toch in om Mytilene te veroveren. Met de terugkeer van Pleistoanax in 426 v. Chr. eindigde zijn eerste regeerperiode: hij stond de troon af aan zijn vader.

## Tweede regeringsperiode
Toen Pausanias’ vader stierf in 408 v. Chr. brak er een moeilijke periode aan voor zijn opvolger. In het jaar 404 v. Chr. kwam immers een einde aan de 27-jarige Peloponnesische Oorlog, tussen Athene en Sparta en hun bondgenoten. De Spartaanse generaal Lysander slaagde erin om de Atheners op land en op zee (waar ze lange tijd oppermachtig waren) te verslaan. Athene werd tot capitulatie gedwongen, en Lysander dwong de stad om zijn versterkingen weg te halen. Ze moesten ook hun gehele vloot afbreken, op twaalf schepen na. Ook de Atheense grondwet moest gewijzigd worden, waardoor 30 Spartaanse getrouwen de macht hadden. Zij zouden later omschreven worden als de Dertig Tirannen. De Atheense democratie verdween dus, er kwam een oligarchie in de plaats. Daar waren de Atheense democraten echter niet gelukkig mee, en dus kwamen die in opstand. Die opstand werd door Lysander neergeslagen. Deze harde politiek van Lysander werd ook gesteund door een andere Spartaanse generaal, en later ook koning, Agesilaus.
Lysander kreeg echter veel kritiek voor zijn optreden, ook in Sparta. Koning Pausanias was ook voorstander van een meer gematigde houding tegenover de verslagen vijand. In 402 v. Chr. werd de onstabiele Atheense regering, de Dertig Tirannen ontbonden, door een leger aangevoerd door de koning zelf. De democratie werd in ere hersteld, Atheense burgers die gestorven waren bij de repressie werden zelfs in een staatsgraf begraven. Terug in Sparta werd hij hiervoor echter aangeklaagd: de eforen, de 28 Ouderen en koning Agis I beslisten over zijn lot. Hij werd vrijgesproken, maar 14 ouderen en koning Agis II hadden wel tegen hem gestemd. Lysander had zich ondertussen teruggetrokken van het politieke toneel.
Toen in Perzië een machtsstrijd ontstond tussen Artaxerxes II en Cyrus III, steunde Pausanias de laatste. Hij zond een leger van 10.000 Spartanen naar Perzië om te vechten voor Cyrus. De Griekse schrijver Xenophon schrijft een verslag van deze toch, de Anabasis en de Katabasis, samen verzameld in zijn De Tocht der Tienduizend.
Op militair vlak bleef Lysander ondertussen actief, en hij was bijzonder ambitieus. Zijn ambities werden uiteindelijk ook zijn dood, hij werd dodelijk gewond bij een onnodige aanval op de stad Haliartos. Pausanias, die zich met zijn leger bij Lysander wou voegen om samen Haliartos aan te vallen, keerde halsoverkop met het lijk terug naar Sparta. Pausanias wilde geen oorlog, en een wraakactie tegen Haliartos was dus onnodig. Het was zelfs dom, aangezien Sparta al in oorlog was met Perzië, en geen oorlog op twee fronten aankon. Terug thuis echter, in 395 v. Chr. werd Pausanias beschuldigd van hoogverraad, omdat hij zich niet gewroken had. Hij werd door aanhangers van Lysander schuldig bevonden, en ontheven uit zijn functie als koning. Hij werd zelfs ter dood veroordeeld, maar hij ging in vrijwillige ballingschap, waardoor dat vonnis niet voltrokken werd.

## Ballingschap
Pausanias wachtte de uitspraak van zijn proces niet af, en vertrok in vrijwillige ballingschap. Hij ging naar Tegea, en vlak na zijn veroordeling zocht hij toevlucht tot de tempel van Athena Alea. Hij werd toen opgevolgd door zijn zoon Agesipolis I. Volgens Xenophon stierf Pausanias al snel door een ziekte, maar een andere bron zegt dat Pausanias nog leefde toen zijn zoon de stad Mantinea veroverde, en dat was in 385 v. Chr. Ook nieuwe bronnen zeggen dat hij minstens tot 381 v. Chr. moet geleefd hebben. Tijdens zijn ballingschap hield hi zich bezig met de Spartaanse grondwet.
De ballingschap van Pausanias had echter ook voor Sparta grote gevolgen: zijn vertrek en de dood van Lysander zorgden ervoor dat ze geen ervaren generaal meer hadden. Omdat de Korinthische Oorlog woedde en Sparta bedreigde, moesten de Spartanen een campagne tegen Perzië  stopzetten, wegens gebrek aan aanvoerders.